# Amblin Entertainment
Amblin' Entertainment, Inc., numită anterior Amblin Productions, este o companie americană de producție de film fondată de regizorul și producătorul Steven Spielberg și producătorii Kathleen Kennedy și Frank Marshall în 1980. Sediul său este situat în Bungalow 477 din lotul Universal Studios din Universal City, California. Distribuie toate filmele Amblin Partners sub sigla Amblin Entertainment.
Amblin Partners folosește marca înregistrată Amblin Entertainment pentru filme cu conținut adecvat pentru familii (și marca DreamWorks Pictures pentru filme cu conținut adecvat pentru adulți).

## Istorie
Amblin este numită după primul film lansat comercial al lui Steven Spielberg, Amblin' (1968), un scurtmetraj independent despre un bărbat și o femeie care fac autostopul prin deșert. Producția a costat 15.000 de dolari americani, a fost prezentată studiourilor Universal și i-a câștigat lui Spielberg mai multe roluri de regizor.
Compania a fost înființată un an mai târziu, în 1969, și a fost încorporată în mod corespunzător în 1970. La 14 iulie 1975, Spielberg a semnat un acord pentru patru filme cu Universal Pictures pentru a-și produce lungmetrajele prin intermediul companiei sale Amblin, cu scopul de a construi pe baza succesului primelor sale două filme de cinema, Drumul spre Sugarland și Fălci. Cu toate că Amblin este o companie de producție independentă, Universal distribuie multe dintre producțiile Amblin, iar Amblin operează dintr-o clădire aflată în proprietatea lui Universal.
Amblin a produs primul său film, Prima pagină (Continental Divide), în 1981, cu Spielberg ca producător executiv și Michael Apted ca regizor. În anul următor, Spielberg și Marshall au atras atenția studioului Metro-Goldwyn-Mayer (MGM), pentru care amândoi au produs Poltergeist împreună cu Amblin, dar sub sigla Steven Spielberg Productions. În același an, Spielberg și Kennedy au produs E.T. Extraterestrul (E.T. the Extra-Terrestrial) cu Amblin nemenționată (cu Spielberg regizor, de asemenea), care a ajuns să fie filmul cu cele mai mari încasări ale anului.
În 1983, Spielberg a produs Zona crepusculară: Filmul cu Amblin (cu Marshall menționat ca producător executiv), dar compania a rămas nemenționată. Compania a fost reîncorporată ca Amblin Entertainment în anul următor, iar divizia sa de televiziune a fost formată în acel an. Amblin a continuat să producă o serie de filme de succes de-a lungul anilor 1980, cum ar fi Gremlinii, Călătoria fantastică (Innerspace), Prieteni de departe (Batteries Not Included), Cine vrea pielea lui Roger Rabbit? sau trilogia Înapoi în viitor (Back to the Future). Gremlins a fost primul film care a folosit sigla companiei, care prezintă silueta lui Elliott zburând pe bicicleta sa cu E.T. în coșul din fața lunii, de la E.T. Extraterestrul.
În 1985, Spielberg și Don Bluth⁠(d) au început un parteneriat pentru a produce filme de animație. Singurele două filme care au fost produse din acest contract au fost O aventură americană (An American Tail, 1986) și Tărâmul uitat de timp (1988).
La 5 noiembrie 1986, Walt Disney Pictures și Amblin Entertainment au făcut echipă pentru a produce Cine vrea pielea lui Roger Rabbit?, prima lor colaborare de acest gen după colaborări cu Universal Pictures și Warner Bros. Pictures, cu care avea acord comun preexistent. Filmul a fost regizat de Robert Zemeckis și a fost programat ca film cu rating G, dar a fost transformat într-un film cu rating PG sub sigla Touchstone Pictures.
În 1987, Amblin Entertainment l-a numit pe Brad Globe, fostul șef al diviziei de marketing de la Lorimar, ca vicepreședinte de marketing al companiei de producție, iar lui Globe i s-au alăturat doi consultanți speciali, Martin J. Lewy și Gerry Lewis, aceștia urmau să lucreze strâns cu departamentul de marketing al companiilor care au lansat produse Amblin.
În 1989, o dispută cu privire la bugetele de realizare a filmelor i-a făcut pe Spielberg și Bluth să se despartă. Amblin și-a înființat propria unitate de animație, Amblimation⁠(d), cu sediul la Londra. Singurele trei filme care au fost lansate sub sigla Aventură în Vest (1991), Poveste cu dinozauri (1993) și Balto (1995). Compania Amblimation a fost închisă în 1997 și cea mai mare parte a personalului studioului a fost transferată la DreamWorks Animation, pe care Spielberg a co-fondat-o în 1994. Două filme încă erau în dezvoltare în momentul în care Amblimation a fost închisă. Primul a fost o adaptare animată după muzicalul lui Andrew Lloyd Webber, Cats, care a fost anulată după închiderea studioului în 1997. Celălalt film a fost o adaptare animată a unei cărți scrise de William Steig⁠(d), Shrek!⁠(d), care a fost preluată de DreamWorks Animation și fost transformat în filmul de animație Shrek din 2001.
În același an, Amblin a semnat un acord cu Turner Network Television pentru a produce filme de televiziune.
În 1991, partenerul fondator Frank Marshall a părăsit compania după 10 ani. În anul următor, Kathleen Kennedy a părăsit compania.
În 1992, Amblin a lansat un studio de efecte vizuale, Amblin Imaging, condus de pionierul efectelor vizuale John Gross. A fost închis mai târziu în 1995.
În 1993, Walter Parkes și Laurie MacDonald s-au alăturat companiei.
La 21 iunie 2021, Amblin Entertainment a semnat un acord cu Netflix pentru a lansa mai multe filme de lungmetraj noi pentru serviciul de streaming. Conform acordului, Amblin este de așteptat să producă cel puțin două filme pe an pentru Netflix timp de un număr nespecificat de ani. Este posibil ca Spielberg să regizeze unele dintre proiecte.

## Filmografie

### Serie de filme
| Ani             | Titlu                              | Distribuitor                            |
| --------------- | ---------------------------------- | --------------------------------------- |
| 1984–prezent    | Gremlinii                          | Warner Bros. Pictures                   |
| 1985–1990       | Înapoi în viitor                   | Universal Pictures                      |
| 1986–1999       | O aventură americană               | Universal Pictures                      |
| 1988–2016       | Tărâmul uitat de timp              | Universal Pictures                      |
| 1988–1993; 2013 | Cine vrea pielea lui Roger Rabbit? | Walt Disney Studios Motion Pictures     |
| 1993–prezent    | Jurassic Park                      | Universal Pictures                      |
| 1996–2024       | Tornada                            | Universal PicturesWarner Bros. Pictures |
| 1997–2019       | Bărbații în negru                  | Sony Pictures Releasing                 |
| 1998–2005       | Masca lui Zorro                    | Sony Pictures Releasing                 |